# Andlig beredskap
Andlig beredskap var ett begrepp som under andra världskriget betecknade de ideal befolkningen i ett land måste leva upp till för att klara av ett militärt angrepp eller en utdragen kris orsakad av kriget. Uttrycket användes brett under åren 1940-1941 och flera organisationer och enskilda aktörer genomförde verksamhet av skiftande karaktär i syfte att stärka den andliga beredskapen.

## Definitioner och synonymer
Den exakta definitionen av andlig beredskap skiftade, men några av de ideal som allmänt förknippades med uttrycket var mod, lugn, uthållighet, offervilja, ansvarskänsla, pliktkänsla och fosterlandskärlek. Uttrycket hade flera synonymer med likartad betydelse men något skiftande konnotationer, exempelvis "inre styrka", "andligt hemvärn" och "inre front". Man talade också om "kulturell", "intellektuell" och "moralisk beredskap", i synnerhet inom Folkberedskapen (se nedan) och Oxfordgrupprörelsen, samt "kristen beredskap".
Det rådde stor enighet om vikten av andlig beredskap i ovanstående bemärkelse under våren 1940, men begreppet blev också föremål för en dragkamp gällande hur en sådan beredskap skulle uppnås. Det utsattes för kritik från såväl liberalt och socialdemokratiskt håll som från kyrkliga aktörer. I kyrkan ersattes det delvis för en tid av parollen "Den svenska linjen är den kristna linjen", som lanserades vid ett möte mellan riksdagsledamöter och kyrkomötesledamöter i Stockholms stadshus den 23 november 1941. Även denna paroll kunde tolkas på en mängd olika sätt och kritiserades framför allt för en alltför långt gången identifiering mellan kyrka/kristendom och stat/nation.

## Organisation och verksamhet under andra världskriget
Verksamheten för en stärkt andlig beredskap i Sverige tog sig flera former.: opinionsbildande, bildande, verksamhetsstödjande, social, konstnärlig och (beroende på aktör) traditionellt kyrklig verksamhet som t.ex. gudstjänster. Bland de mer uppmärksammade fanns flera mötesserier under sommaren 1940, mötet i Stockholms stadshus 1941, beredskapsfilmerna "Den stora trappan" (1941) och "Härlig är jorden", och en minneshögtid för biskop Thomas Simonssons dödsdag i Strängnäs domkyrka 1943. Skrifter om andlig beredskap gavs också ut, exempelvis biskop Gustaf Auléns Herdabrev i passionstid (1940).
Verksamheten genomfördes bland annat av tre nybildade organisationer för ändamålet. Den statliga myndigheten Statens Informationsstyrelse bildade under våren 1940 Sektionen för kulturell folkberedskap (Folkberedskapen) på initiativ av bildningsrörelserna och uppdrag av Kungl. Maj:t. Svenska Missionsförbundets Ungdom tog den 7-8 maj 1940 tillsammans med författaren Harry Blomberg initiativ till den ekumeniska Kommittén för kristen beredskap. Inom Svenska kyrkans Diakonistyrelse, slutligen, tillsattes den 23 maj 1940 ett utskott för den andliga beredskapen. Ytterligare en framträdande grupp aktörer var verksamma inom Oxfordgrupprörelsen. Därtill engagerade sig enskilda aktörer, såväl biskopar som präster och lekfolk.

## Användning på 2020-talet
På 2020-talet har begreppet andlig beredskap lyfts fram på nytt. Etikprofessorn Susanne Wigorts Yngvesson uppmanar till reflektion över vad äldre tiders tro och praktiker kan lära nutida svenskar om mental beredskap. Ärkebiskop Martin Modeus uppmanar till uppbyggandet av "andliga försvarslinjer" i ljuset av det ökade behovet av militär och civil beredskap. Den andliga beredskapen diskuterades i januari 2025 också på tidskriften Dagens ledarsida.